# Mantura rustica
Mantura rustica es una especie de insecto coleóptero de la familia Chrysomelidae. Fue descrita científicamente en 1766 por Carolus Linnaeus.